# Edoardo Chiossone
Edoardo Chiossone (ur. 20 stycznia 1833 w Arenzano, zm. 11 kwietnia 1898 w Tokio) – włoski grawer, malarz i kolekcjoner sztuki, zagraniczny doradca rządu japońskiego. Projektant pierwszego japońskiego banknotu. Zgromadzone przez siebie zbiory sztuki japońskiej i dalekowschodniej przekazał testamentem uczelni Accademia Ligustica di Belle Arti w Genui. Stały się one podstawą zbiorów muzeum sztuki orientalnej jego imienia – Museo d’Arte Orientale Edoardo Chiossone.

## Życiorys
Edoardo Chiossone urodził się 20 stycznia 1833 roku w Arenzano jako syn Domenica i Benedetty Gherardi. 

### Działalność we Włoszech
W latach 1847–1855 uczęszczał do Accademia Ligustica di Belle Arti w Genui na kursy grawerskie pod kierunkiem Raffaele Granary. W 1857 roku wygrawerował obraz Giuseppe Isoli Giotto i Qmabue, a w 1858 Chleb i łzy Domenica Induna. Ta ostatnia praca została wyróżniona w 1861 roku na wystawie włoskiej we Florencji, a następnie wysłana do Paryża na wystawę światową. Inne jego prace tego typu to: Matka Boża Pocieszycielka Strapionych, według obrazu Nicolò Barabina z 1859 roku, Dante spotyka się z Pia de' Tolomei, według obrazu Giacinta Massoli i Koniec Alessandra de' Medici według Gabriele Castagnoli. 28 czerwca 1862 roku otrzymał tytuł zasłużonego akademika Accademia Ligustica. Swoją działalność grawerską kontynuował w latach następnych.
Około 1862 roku zaczął się interesować produkcją banknotów i papierów wartościowych. Twierdził, że nowe włoskie państwo powinno produkować i mieć własne papiery wartościowe i banknoty bez konieczności korzystania z pomocy zagranicznych firm. Bank Królestwa Włoch, w którym pracował od 1867 roku, wysłał go na szkolenie do Frankfurtu do firmy Dondorf & Naumann. W ciągu kolejnych lat Chiossone głęboko zaangażował się w pełne opanowanie techniki wymaganej dla całego procesu produkcji banknotów.

### Wyjazd do Japonii

#### Praca zawodowa

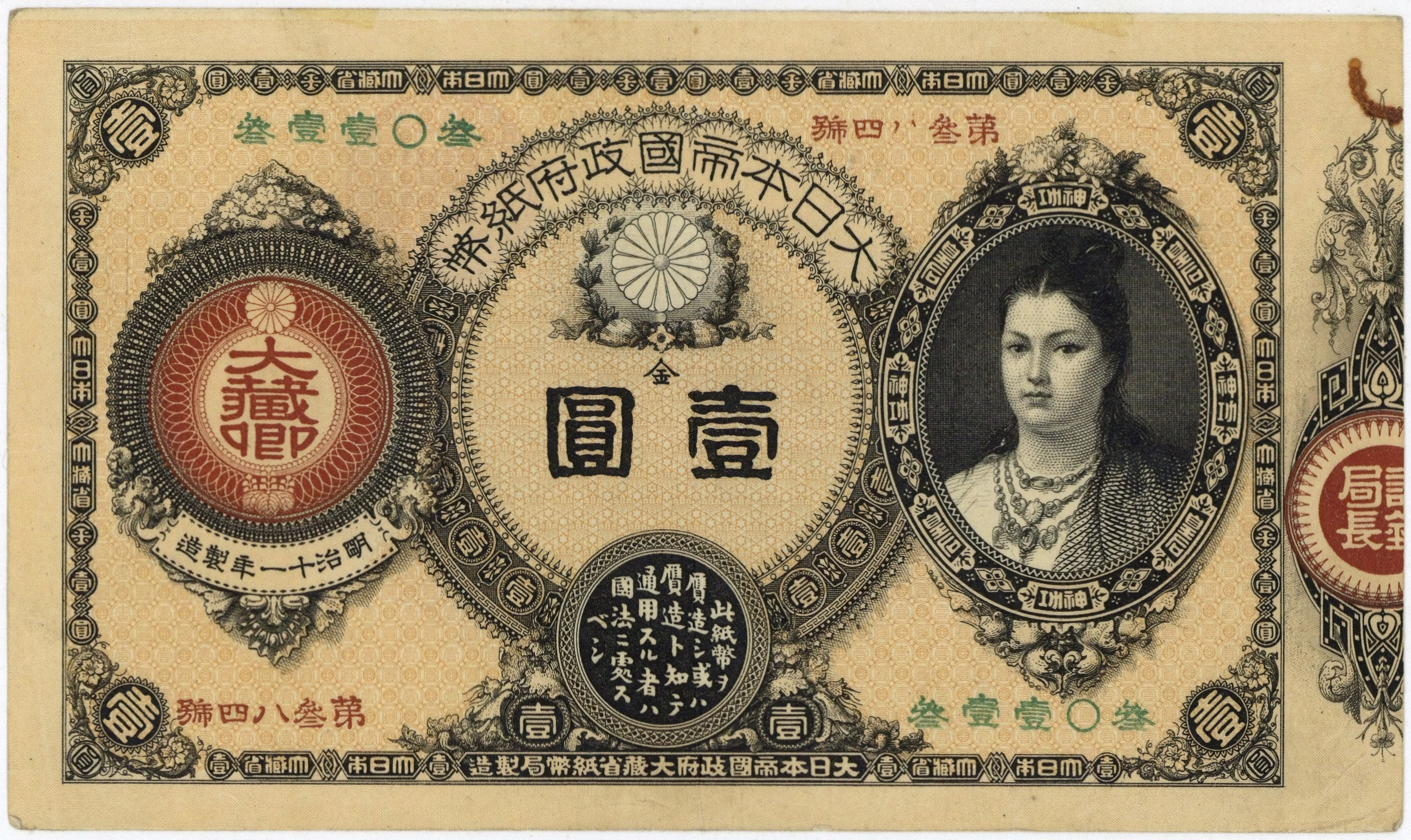
Banknot o nominale 1 jena z podobizną legendarnej cesarzowej Jingū (1881)

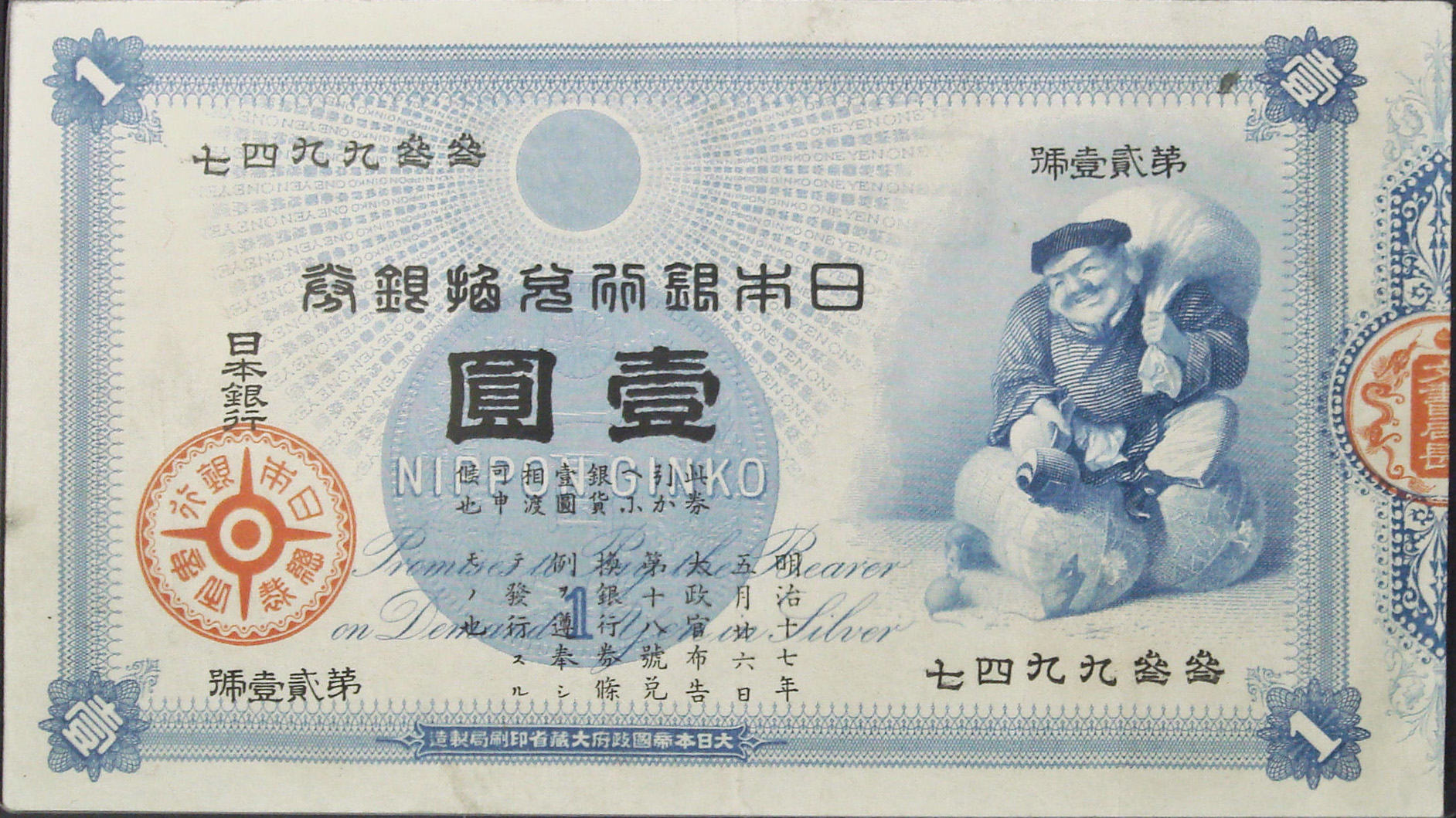
Banknot o nominale 1 jena z podobizną Daikokutena (1885)

W 1874 roku, podczas swojego pobytu w Londynie, otrzymał ze strony japońskiej misji wysłanej do Europy w celu opracowania programu modernizacji gospodarki japońskiej propozycję zorganizowania i kierowania nowym zakładem drukowania banknotów i obligacji rządowych. Chiossone przyjął ofertę i 14 stycznia 1875 roku przybył do Tokio, aby rozpocząć pracę w zakładzie poligraficznym japońskiego Ministerstwa Skarbu (Ōkura-shō). Podpisał trzyletni kontrakt (jako o-yatoi gaikokujin – zagraniczni doradcy i eksperci wynajmowani przez rząd Japonii ze względu na specjalistyczną wiedzę pomocną w modernizacji kraju), przedłużony następnie do lipca 1891 roku. Razem z nim pracę podjęło dwóch techników niemieckich: Karl Anton Brück i Bruno Liebers. W 1876 roku wyprodukował pierwsze nowoczesne znaczki pocztowe w historii poczty japońskiej, zwane koban kitte. Zostały one odtworzone w 1994 roku w pamiątkowej serii, razem z portretem Chiossone. Był jedynym obcokrajowcem w Japonii, któremu poświęcono pamiątkowy znaczek.
Bogata dokumentacja z jego działalności w Japonii zachowała się zarówno w samym zakładzie poligraficznym, jak i w muzeum jego imienia w Genui. W zbiorach tokijskich znajdują się między innymi banknoty, które sam zaprojektował i wygrawerował i które weszły do obiegu w latach 1877–1878. Są to: banknot z cesarzową Jingū (żyła na przełomie II/III wieku) na awersie, wydany w 1882 roku, obligacje wymienne Banku Japonii, które ukazały się w 1885 roku, a także pocztówki, znaczki pocztowe małego formatu, wydane w 1876 roku i znaczki skarbowe wykonane w 1882 roku. Podczas swego 23-letniego pobytu w Japonii Chiossone wygrawerował ponad 500 matryc pod banknoty, znaczki, obligacje rządowe i inne papiery wartościowe państwa japońskiego. W muzeum jego imienia w Genui zachowało się ponad 100 okazów tego typu: bonów skarbowych, skryptów dłużnych i obligacji, certyfikatów kredytów przemysłowych, znaczków pocztowych, znaczków skarbowych i sądowych oraz znaczków akcyzy państwowej (na tytoń, alkohol i soję).

#### Działalność artystyczna

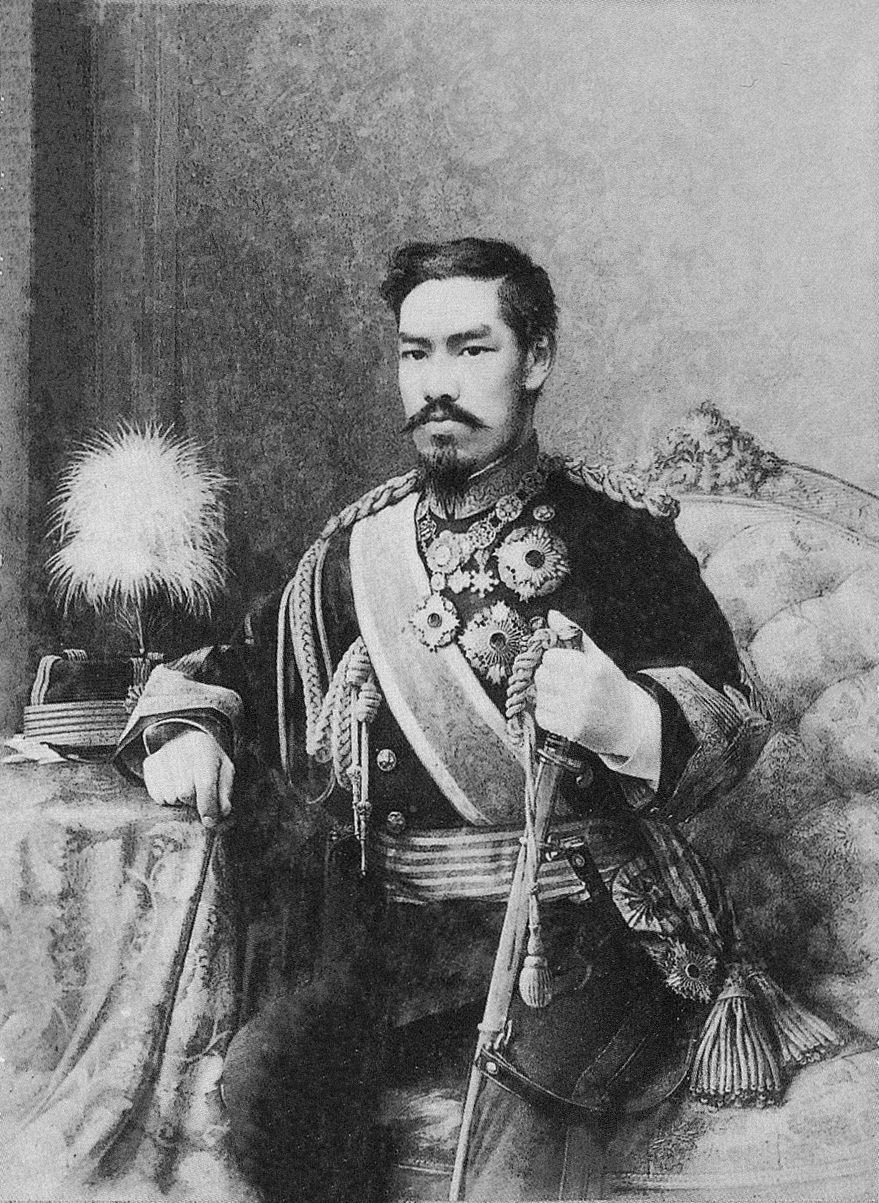
Portret cesarza Meiji

Umieszczenie podobizny cesarzowej Jingū stało się dla Chiossone początkiem jego działalności artystycznej w Japonii. Był wnikliwym obserwatorem zmian, które miały miejsce w Japonii podczas jego pobytu. Był doceniany nie tylko ze względu na umiejętności zawodowe, ale także ze względu na swoją zdolność do kulturowego utożsamiania się z krajem goszczącym. Jego działalność jako malarza-portrecisty można podzielić na trzy główne nurty: portrety współczesnych osobistości, wizerunki przedstawicieli starożytnej i współczesnej kultury i polityki na papierach wartościowych oraz ilustrowana dokumentacja japońskiego dziedzictwa artystycznego.
Dorobek malarski Chiossone z okresu pobytu w Japonii jest znaczący. Namalował on w stylu zachodnim portrety cesarza Meiji, cesarzowej Shōken, księcia Takahito i jego syna, następcy tronu, księcia Yoshihito (przyszłego cesarza Taishō), kilku ministrów i doradców oraz niemieckiego naukowca Philippa von Siebolda i amerykańskiego bankiera Williama C. Ralstona. 
Najsłynniejszym z portretów stał się portret cesarza (go-shin’ei) Meiji z 1888 roku, który uważany za zdjęcie, był w rzeczywistości fotograficzną kopią obrazu. Projekt ten wspólnie obmyślili w styczniu 1888 roku Edoardo Chiossone i Riyō Maruki (1854–1923), jeden z najbardziej znanych tokijskich fotografów tamtych czasów, który odtworzył dzieło Chiossone według własnej koncepcji. Ponieważ realizacja tego projektu wymagała długiego czasu fotografowania, jedynym sposobem osiągnięcia celu okazało się zrobienie portretu bez wiedzy cesarza. Podczas wizyty cesarskiej, w czasie posiłku, Chiossone wykonał ukradkiem kilka szkiców twarzy i póz władcy, robiąc przy tym szczegółowe notatki. Wszyscy byli pod głębokim wrażeniem pracy Chiossone i postanowili pokazać je cesarzowi, który zezwolił na rozpowszechnianie nowej „fotografii”.
Z drugiej strony, żywe zainteresowanie w Japonii kulturą zachodnią doprowadziło do powstania w Tokio w 1876 roku akademii sztuki europejskiej – Kōbu Bijutsu Gakkō (ang. Art School of the Ministry of Public Works, do której w charakterze wykładowców zaproszono włoskich artystów: Antonio Fontanesi, Vincenzo Ragusa, GV Cappelletti). Znajomość sztuki japońskiej przez Chiossone znalazła swój wyraz w katalogu japońskich obrazów i rysunków, który przygotował w styczniu 1879 roku i opublikował w Rio de Janeiro.
W okresie od 1 maja do 19 września 1879 roku Chiossone odbył podróż po Japonii w celu głębszego zapoznania się z dziedzictwem artystycznym i kulturowym kraju: świątyniami, sanktuariami i pomnikami historii. Znalazło to swój wyraz w raporcie przygotowanym przez jego towarzysza podróży, dyrektora biura poligrafii, Ryōsuke Tokunō (1825–1883) i zatytułowanym Junkai nikki (Dziennik podróży, Tokio 1890), a także w 66 zdjęciach i 20 kopiach.

#### Działalność kolekcjonerska
Dzięki swej gruntownej znajomości sztuki japońskiej, zdobytej pozycji społecznej i szerokim kontaktom z najwybitniejszymi przedstawicielami życia politycznego, gospodarczego, kulturalnego Japonii, Chiossone zgromadził jedną z najbardziej niezwykłych kolekcji sztuki tego kraju, liczącą ponad 15 tysięcy eksponatów i obejmującą grafikę, malarstwo, broń, zbroje, wyroby z brązu, ceramikę i porcelanę, wyroby emaliowane, lakierowane, maski teatralne, tekstylia, monety i inne przedmioty.
Jako wyraz uznania dla swoich zasług otrzymał Order Wschodzącego Słońca czwartej klasy, a w 1886 roku został mianowany honorowym członkiem ekskluzywnego stowarzyszenia sztuki Ryūchi-kai (powstało w 1879 r.), przekształconego w 1887 roku w Nihon Bijutsu Kyōkai (Japońskie Stowarzyszenie Sztuki).
W 1882 roku Chiossone przekazał dużą liczbę japońskich i chińskich instrumentów muzycznych dla konserwatorium muzycznego w Mediolanie, a rząd włoski przyznał mu z tej okazji złoty medal. W założonym w 1911 roku muzeum Teatro alla Scala, konserwatorium zdeponowało niemal wszystkie otrzymane od Chiossone instrumenty. Wiele z nich zostało zniszczonych podczas II wojny światowej, podczas gdy te w konserwatorium w dużej mierze zachowały się. W maju 1881 roku na międzynarodowej wystawie w Bostonie, pojawiły się niektóre grawiury w miedzi autorstwa Chiossone, wystawione przez zakład poligraficzny z Tokio.

#### Testament i śmierć
W testamencie napisanym 11 stycznia 1898 roku Chiossone przekazał całą kolekcję na rzecz Accademia Ligustica di Belle Arti (jak sam określił: „mojej artystycznej matce”). Zmarł na udar mózgu w Tokio 11 kwietnia tego samego roku. Został pochowany na cmentarzu Aoyama. Jego zbiory, zinwentaryzowane przez Ambasadę Włoch w Tokio, zostały w 1899 roku przetransportowane do Genui, po czym, po wielu perypetiach biurokratycznych i nie bez wsparcia gminy Genua, zostały 8 listopada 1905 roku udostępnione publiczności w pałacu Akademii. W kolejnych dekadach przeprowadzono inwentaryzację i katalogowanie zbiorów, które ponownie udostępniono publiczności, tym razem już jako muzeum imienia ofiarodawcy, ulokowane w Villetta Di Negro.